# Antonio DeMarco
Antonio de Marco Soto (Los Mochis, Sinaloa, México, 7 de enero de 1986) es un boxeador profesional mexicano y excampeón del CMB del peso ligero. Antonio es un primo del tres veces campeón mundial Humberto Soto.

## Carrera profesional

### Ligero
DeMarco consigue un título interino después de haber dominado a José Alfaro por 10 asaltos antes de un parar la pelea. Demarco ganó todos los asaltos antes de tumbar a Alfaro tres veces en el 10.º asalto. Su racha invicta de Demarco fue de 15-0-1 con 10 nocauts, incluyendo 12 triunfos consecutivos, desde que perdió una de seis asaltos, por decisión mayoritaria a Anthony Vásquez en febrero de 2006. Alineó a sí mismo para hacer frente al monstruo de la pegada completa el campeón del CMB, Edwin Valero.
DeMarco tuvo la primera oportunidad de ser campeón del mundo pero no tuvo éxito después de haber perdido ante Edwin Valero de Venezuela, para retener su cinturón del CMB en peso ligero. Después de tener nueve asaltos de castigo, el entrenador de DeMarco aconsejó al árbitro a detener la pelea. DeMarco más tarde declaró: "Soy un luchador mexicano, nunca quise dejar de pelear, pero mi entrenador vio que Edwin era un mejor peleador." Cuando la pelea terminó, Valero tenía ocho puntos más que en las tarjetas de los tres jueces.
DeMarco se recuperó con una victoria por nocaut técnico en el segundo asalto sobre Daniel Attah. En su pelea siguiente, derrotó a Reyes Sánchez por decisión unánime para ganar el título del CMB peso ligero de plata.

### Título del CMB peso ligero
El 15 de octubre de 2011, DeMarco derrotó al excampeón venezolano Jorge Linares en el round 11 por TKO, la pelea fue detenida debido a cortes en la cara de Linares, sin embargo en las tarjetas iba ganando el venezolano; con la victoria DeMarco ganó el título vacante del CMB de peso ligero. Se programó una ravancha con Linares para el 7 de julio de 2012, siempre y cuando este ganara una pelea contra Sergio Thompson, sin embargo la pelea tuvo que ser detenida en el round 2(TKO) debido a un corte en la ceja izquierda de Linares, producto de un codazo de DeMarco.
La primera defensa de su Título sería contra John Molina Jr. en Oakland, California, en la certelera de Ward vs Dawson. La pelea solo terminó a los 44 segundos del primer round, DeMarco con un potente golpe de izquierda dejó sentido a Molina, lo que terminó que el réferi detuviera la pelea después de que éste recibiera una ráfaga de golpes y no pueda defenderse adecuadamente; así DeMarco retendría su título por TKO.

### Broner contra DeMarco
El 17 de noviembre se enfrentaría al invicto de Cincinnati, Adrien Broner para defender su título. Durante el combate el estadounidense pudo dominar ampliamente, y en el octavo round, la esquina de DeMarco lanzó la toalla luego que éste cayerá a la lona en mal estado; así perdía su título mundial de peso ligero y acumulaba su tercera derrota.

## Récord profesional
| 33 Ganadas (24 KOs), 7 Derrotas |        |                      |      |               |            |                                                                |                                                                |
| Res.                            | Récord | Oponente             | Tipo | Rd., Tiempo   | Datos      | Localidad                                                      | Notas                                                          |
| D                               | 33–7–1 | Maxim Dadashev       | UD   | 10            | 20/10/2018 | Park MGM, Paradise, Nevada                                     | Por el título de la NABF del peso superligero                  |
| G                               | 33–6–1 | Eddie Ramírez        | TKO  | 1 (10), 1:56  | 14/10/2017 | StubHub Center , Carson, California                            |                                                                |
| G                               | 32–6–1 | Luis Solis           | UD   | 10            | 11/02/2017 | Gimnasio Municipal Gustavo Díaz Ordaz, Tecate, México          |                                                                |
| D                               | 31–6–1 | Omar Figueroa Jr.    | UD   | 12            | 12/12/2015 | AT&T Center, San Antonio, Texas                                |                                                                |
| D                               | 31–5–1 | Rances Barthelemy    | UD   | 10            | 20/06/2015 | MGM Grand Garden Arena, Paradise, Nevada                       |                                                                |
| D                               | 31–4–1 | Jessie Vargas        | UD   | 12            | 22/11/2014 | Cotai Arena, Macau, SAR                                        | Por el título mundial de la WBA (Regular) del peso superligero |
| G                               | 31–3–1 | Lanardo Tyner        | UD   | 10            | 23/08/2014 | Campos Deportivos de la Casa Social Cervecería, Tecate, México |                                                                |
| G                               | 30–3–1 | Jesus Gurrola        | TKO  | 2 (10), 2:58  | 11/01/2014 | Hipódromo de Agua Caliente, Tijuana, México                    |                                                                |
| G                               | 29–3–1 | Fidel Muñoz          | TKO  | 5 (10), 1:21  | 10/08/2013 | Hipódromo de Agua Caliente, Tijuana, México                    |                                                                |
| D                               | 28–3–1 | Adrien Broner        | TKO  | 8 (12), 1:49  | 17/11/2012 | Boardwalk Hall, Atlantic City, Nueva Jersey                    | Pierde el título mundial de la WBC del peso ligero             |
| G                               | 28–2–1 | John Molina Jr.      | TKO  | 1 (12), 0:44  | 08/09/2012 | Oracle Arena, Oakland, California                              | Retiene el título de la WBC del peso ligero                    |
| G                               | 27–2–1 | Miguel Román         | KO   | 5 (12), 2:59  | 17/03/2012 | Polideportivo Centenario, Los Mochis, México                   | Retiene el título de la WBC del peso ligero                    |
| G                               | 26–2–1 | Jorge Linares        | TKO  | 11 (12), 2:32 | 15/10/2011 | Staples Center, Los Ángeles, California                        | Gana el título mundial vacante de la WBC del peso ligero       |
| G                               | 25–2–1 | Reyes Sánchez        | UD   | 12            | 26/02/2011 | Eihusen Arena, Grand Island, Nebraska                          | Gana el título WBC Silver del peso ligero                      |
| G                               | 24–2–1 | Daniel Attah         | TKO  | 2 (10), 2:30  | 17/07/2010 | Agua Caliente Casino Resort Spa, Rancho Mirage, California     |                                                                |
| D                               | 23–2–1 | Edwin Valero         | RTD  | 9 (12), 3:00  | 06/02/2010 | Monterrey Arena, Monterrey, México                             | Por el título mundial de la WBC del peso ligero                |
| G                               | 23–1–1 | José Alfaro          | TKO  | 10 (12), 2:07 | 31/10/2009 | Treasure Island Hotel and Casino, Paradise, Nevada             | Gana el título vacante interino de la WBC del peso ligero      |
| G                               | 22–1–1 | Anges Adjaho         | KO   | 9 (12)        | 11/07/2009 | BankAtlantic Center, Sunrise, Florida                          |                                                                |
| G                               | 21–1–1 | Almazbek Raiymkulov  | RTD  | 9 (12), 3:00  | 07/02/2009 | Honda Center, Anaheim, California                              | Gana el título vacante WBO–NABO peso ligero                    |
| G                               | 20–1–1 | Jose Reyes           | SD   | 10            | 05/09/2008 | Star of the Desert Arena, Primm, Nevada                        |                                                                |
| G                               | 19–1–1 | Juan Castaneda Jr.   | TKO  | 5 (8), 0:42   | 02/05/2008 | Chumash Casino Resort, Santa Ynez, California                  |                                                                |
| G                               | 18–1–1 | Juan Carlos Martínez | UD   | 8             | 01/03/2008 | Home Depot Center, Carson, California                          |                                                                |
| G                               | 17–1–1 | Arthur Brambila      | TKO  | 2 (8), 2:24   | 30/11/2007 | Chumash Casino Resort, Santa Ynez, California                  |                                                                |
| G                               | 16–1–1 | Nick Casal           | UD   | 10            | 07/09/2007 | Chumash Casino Resort, Santa Ynez, California                  |                                                                |
| G                               | 15–1–1 | Roberto Valenzuela   | TKO  | 1 (8), 1:12   | 28/07/2007 | Emerald Queen Casino, Tacoma, Washington                       |                                                                |
| G                               | 14–1–1 | Jose Rivera          | DQ   | 2 (4), 1:06   | 06/07/2007 | Auditorio Benito Juárez, Los Mochis, México                    |                                                                |
| G                               | 13–1–1 | Yahir Aguiar         | TKO  | 3 (6), 1:01   | 01/06/2007 | Chumash Casino Resort, Santa Ynez, California                  |                                                                |
| G                               | 12–1–1 | Raymundo Gonzalez    | TKO  | 2 (6)         | 03/03/2007 | Home Depot Center, Carson, California                          |                                                                |
| E                               | 11–1–1 | Curtis Meeks         | MD   | 6             | 06/10/2006 | Chumash Casino Resort, Santa Ynez, California                  |                                                                |
| G                               | 11–1   | Anthony Ivy          | TKO  | 2 (6), 1:43   | 29/07/2006 | Chumash Casino Resort, Santa Ynez, California                  |                                                                |
| G                               | 10–1   | Ricardo Valencia     | TKO  | 4 (6), 2:03   | 02/06/2006 | Chumash Casino Resort, Santa Ynez, California                  |                                                                |
| G                               | 9–1    | Hector Rivera        | UD   | 4             | 25/05/2006 | Blancas Bazaar, Imperial Beach, California                     |                                                                |
| D                               | 8–1    | Anthony Vasquez      | MD   | 6             | 04/02/2006 | Don Haskins Center, El Paso, Texas                             |                                                                |
| G                               | 8–0    | Carlos Mota          | TKO  | 2 (4), 1:10   | 13/01/2006 | 4th & B, San Diego, California                                 |                                                                |
| G                               | 7–0    | Joseph Tyrone Davis  | TKO  | 3 (4), 2:54   | 18/11/2005 | Athletic Center, New Haven, Connecticut, U.S.                  |                                                                |
| G                               | 6–0    | Ricky Alexander      | TKO  | 2 (4), 1:07   | 05/11/2005 | Caesars Tahoe, Stateline, Nevada                               |                                                                |
| G                               | 5–0    | Abel Hernández       | UD   | 4             | 21/10/2005 | Chumash Casino Resort, Santa Ynez, California                  |                                                                |
| G                               | 4–0    | Valente Rojas        | KO   | 2 (4), 2:19   | 08/08/2005 | Palenque del Hipódromo de Agua Caliente, Tijuana, México       |                                                                |
| G                               | 3–0    | Crisanto Fernández   | TKO  | 2             | 15/11/2004 | Auditorio Municipal, Tijuana, México                           |                                                                |
| G                               | 2–0    | Alejandro Rivera     | TKO  | 1             | 19/07/2004 | Auditorio Municipal, Tijuana, México                           |                                                                |
| G                               | 1–0    | Antonio Valencia     | TKO  | 2 (4)         | 21/06/2004 | Discoteca Baby Rock, Tijuana, México                           |                                                                |